# جيمس إدوارد روفين
جيمس إدوارد روفين هو محامي وسياسي أمريكي، ولد في 24 يوليو 1893، وتوفي في 9 أبريل 1977 في سبرينغفيلد في الولايات المتحدة. نشط حزبياً في الحزب الديمقراطي. وقد انتخب عضو مجلس النواب الأمريكي ‏.